# The Biggest Reggae One Drop Anthems 2006
The Biggest Reggae One Drop Anthems 2006 – drugi album z serii kompilacji The Biggest Reggae One Drop Anthems, wydany 26 września 2006 roku przez londyńską wytwórnię Greensleeves Records.

## Lista utworów

### CD 1
1. Marlon Asher - "Ganja Farmer"
2. Perfect - "Nuh Badda Mi"
3. Chuck Fender - "Gash Dem"
4. Mr. Vegas - "Do You Know"
5. Gyptian - "Sensi"
6. Fantan Mojah & Jah Cure - "Nuh Build Great Man"
7. Bitty McClean - "The Real Thing"
8. Alaine - "Heavenly"
9. Richie Spice - "Open The Door"
10. Alborosie - "Herbalist"
11. Bescenta & Warrior King - "Holy Words"
12. Gyptian - "Beautiful Lady"
13. Jah Cure - "What Will It Take"
14. Fantan Mojah & Mr. Flash - "No Mercy"
15. Anthony B - "How Do You Feel"
16. Sizzla - "One Love"
17. Ras Shiloh - "This Generation"
18. Bounty Killer - "Gangster Love"
19. Lutan Fyah - "Equal Share"
20. Natural Black - "Never Quit"

### CD 2
1. Chuck Fender - "Freedom Of Speech"
2. Chezidek - "Inna Di Road"
3. Gyptian & Dwayne - "Rude Boy Shufflin"
4. Bescenta - "Special Night"
5. Fantan Mojah - "Jah Time"
6. Richie Spice - "Brown Skin"
7. Alaine - "Jah Jah Cry"
8. Jah Mason - "Couple Chalice A Day"
9. Sizzla - "Chant Dem Down"
10. Ras Shiloh - "Rastaman Up In The Hills"
11. Natural Black - "Life Be The Same Way"
12. Gentleman & Lukie D - "Safe & Secure"
13. Bescenta - "Don't Be A Fool"
14. Gyptian - "Rise & Live"
15. Lutan Fyah & Norrisman - "After All"
16. Anthony Cruz - "Halfway Tree"
17. Natural Black - "Nice It Nice"
18. Courtney John - "When You Say"
19. Sizzla - "Show A Little Love"
20. Lutan Fyah - "Phantom War"